# حكومة رجب طيب أردوغان الثالثة
حكومة رجب طيب أردوغان الثالثة أو حكومة الجمهورية التركية الـ61 (بالتركية: Türkiye Cumhuriyeti 61. Hükümeti) وهي الحكومة المُعينة من تاريخ 6 يوليو 2011 إلى 28 أغسطس 2014، خلال الدورة الرابعة والعشرون للجمعية الوطنية الكبرى في تركيا (البرلمان التركي). حيث نجحت حكومة رجب طيب أردوغان بُعيد انتخابات 12 يونيو 2011. والتي تعد من أبكر الانتخابات العامة في تاريخ الجمهورية التركية.

## هيكل مجلس الوزراء الجديد 2011
في الثامن من يونيو 2011، أعلن رئيس الوزراء رجب طيب أردوغان أن حكومة حزب العدالة والتنمية الحاكم ستقوم بإصلاح الهيكل الحالي لمجلس الوزراء، حيث ستقدم ست وزارات جديدة بينما تقوم بتغييرات أخرى.
جعل أردوغان الخطة الجديدة علنية في مؤتمر صحفي دعا إليه في مقر حزب العدالة والتنمية في أنقرة. وقال أردوغان: «لقد ألغينا ثماني وزارات في الولايات، وقدمنا ست وزارات جديدة، ودمجت وزيرين، وحوّلنا وزيرين آخرين». الوزارات الجديدة التي قدمها أردوغان هي وزارة الأسرة والسياسة الاجتماعية، ووزارة شؤون الاتحاد الأوروبي، ووزارة الاقتصاد، ووزارة الشباب والرياضة، ووزارة الجمارك والتجارة، ووزارة التنمية.
تم تغيير اسم وزارة الأشغال العامة والإسكان إلى وزارة البيئة والتخطيط العمراني.
تم تغيير اسم وهيكل الوزارتين. تم استبدال وزارة الصناعة والتجارة بوزارة العلوم والصناعة والتكنولوجيا. تم استبدال وزارة الزراعة والشؤون الريفية بوزارة الأغذية والزراعة والثروة الحيوانية.
ومن البدائل الأخرى التي تم تقديمها فيما يتعلق بهيكل الوزارات، منصب جديد هو منصب نائب الوزير. وقال أردوغان إن الذين يعملون كنائب وزراء سيعملون كمنسقين بين الوزير ووكيله. وقال رئيس الوزراء عندما يتم تبني الهيكل الجديد لمجلس الوزراء، سيتم تعيين 20 نائب وزير ليسوا من بين النواب الذين يخدمون في هذه المناصب.

## تعديل وزاري 2013
في مساء يوم 25 ديسمبر 2013، بعد استقالة ثلاثة وزراء، وفي أعقاب التحقيق في الفساد الذي ظهر مؤخرًا ضد أبناء الوزراء الثلاثة المستقيلين بالإضافة إلى عشرات الأشخاص الآخرين المقربين من الحكومة، أعلن رئيس الوزراء أردوغان تعديل وزاري يشمل 10 وزراء في حكومته. كانت التغييرات كما يلي:
- أمر الله اشلر - نائب رئيس الوزراء - ليحل محل بكر بوزداغ.
- بكر بوزداكغ - وزير العدل - خلفًا لسعد الله ارجين
- عائشة نور إسلام - وزيرة الأسرة والسياسة الاجتماعية - لتحل محل فاطمة شاهين
- نهاد زيبكجي - وزير الاقتصاد - يُستبدل بمحمد ظافر شاغليان (الذي استقال)
- إدريس غولوج - وزير البيئة والتخطيط العمراني - يحل محل أردوغان بيرقدار (الذي استقال)
- عاكف كلتش - وزير الشباب والرياضة - ليحل محل سعاد كلتش
- أفكان آلا - وزير الداخلية - ليحل محل معمر غولر (الذي استقال)
- لطفي إلفان - وزير النقل والمواصلات - خلفًا لبن علي يلديرم
- فكري أيشيق - وزير العلوم والصناعة والتكنولوجيا - ليحل محل نهاد إرغون
- مولود جاويش أوغلو - وزير شؤون الاتحاد الأوروبي - استبدال بـ إغيمين باغش

## قائمة الحكومة
| رئيس الوزراء                            | رجب طيب أردوغان   | 6 يوليو 2011   | 28 أغسطس 2014  |
| نواب رئيس الوزراء                       |                   |                |                |
| نائب رئيس الوزراء والمتحدث باسم الحكومة | بولنت ارينج       | 6 يوليو 2011   | 29 أغسطس 2014  |
| نائب رئيس الوزراء                       | علي باباجان       | 6 يوليو 2011   | 29 أغسطس 2014  |
| نائب رئيس الوزراء                       | بشير اتالاي       | 6 يوليو 2011   | 29 أغسطس 2014  |
| نائب رئيس الوزراء                       | بكير بوزداغ       | 6 يوليو 2011   | 25 ديسمبر 2013 |
| نائب رئيس الوزراء                       | أمر الله اشلر     | 25 ديسمبر 2013 | 29 أغسطس 2014  |
| وزراء الدولة                            |                   |                |                |
| وزير العدل                              | سعد الله إرغين    | 6 يوليو 2011   | 25 ديسمبر 2013 |
| وزير العدل                              | بكير بوزداغ       | 25 ديسمبر 2013 | 29 أغسطس 2014  |
| وزير الاسرة والسياسات الاجتماعية        | فاطمة شاهين       | 6 يوليو 2011   | 25 ديسمبر 2013 |
| وزير الاسرة والسياسات الاجتماعية        | عائشة نور إسلام   | 25 ديسمبر 2013 | 29 أغسطس 2014  |
| وزير شؤون الاتحاد الأوروبي              | إيغيمان باغش      | 6 يوليو 2011   | 25 ديسمبر 2013 |
| وزير شؤون الاتحاد الأوروبي              | مولود جاويش أوغلو | 25 ديسمبر 2013 | 29 أغسطس 2014  |
| وزير العلوم والصناعة والتكنولوجيا       | نهاد إرغون        | 6 يوليو 2011   | 25 ديسمبر 2013 |
| وزير العلوم والصناعة والتكنولوجيا       | فكري إيشيق        | 25 ديسمبر 2013 | 29 أغسطس 2014  |
| وزير العمل والضمان الاجتماعي            | فاروق جيليك       | 6 يوليو 2011   | 29 أغسطس 2014  |
| وزير البيئة والتحضر                     | أردوغان بيرقدار   | 6 يوليو 2011   | 25 ديسمبر 2013 |
| وزير البيئة والتحضر                     | إدريس غولوج       | 25 ديسمبر 2013 | 29 أغسطس 2014  |
| وزير الشؤون الخارجية                    | أحمد داوود أوغلو  | 6 يوليو 2011   | 28 أغسطس 2014  |
| وزير الاقتصاد                           | محمد ظافر شاغليان | 6 يوليو 2011   | 25 ديسمبر 2013 |
| وزير الاقتصاد                           | نهاد زيبكجي       | 25 ديسمبر 2013 | 29 أغسطس 2014  |
| وزير الطاقة والموارد الطبيعية           | تنر يلدز          | 6 يوليو 2011   | 29 أغسطس 2014  |
| وزير الشباب والرياضة                    | سعاد كلج          | 6 يوليو 2011   | 25 ديسمبر 2013 |
| وزير الشباب والرياضة                    | عاكف كلج          | 25 ديسمبر 2013 | 29 أغسطس 2014  |
| وزير الأغذية والزراعة والثروة الحيوانية | محمد مهدي اكير    | 6 يوليو 2011   | 29 أغسطس 2014  |
| وزير الجمارك والتجارة                   | حياتي يازجي       | 6 يوليو 2011   | 29 أغسطس 2014  |
| وزير الشؤون الداخلية                    | إدريس شاهين       | 6 يوليو 2011   | 24 يناير 2013  |
| وزير الشؤون الداخلية                    | معمر غولر         | 24 يناير 2013  | 25 ديسمبر 2013 |
| وزير الشؤون الداخلية                    | أفكان آلا         | 25 ديسمبر 2013 | 29 أغسطس 2014  |
| وزير التنمية                            | جودت يلماز        | 6 يوليو 2011   | 29 أغسطس 2014  |
| وزير الثقافة والسياحة                   | أرطغل غوناي       | 6 يوليو 2011   | 24 يناير 2013  |
| وزير الثقافة والسياحة                   | عمر جيليك         | 24 يناير 2013  | 29 أغسطس 2014  |
| وزير المالية                            | محمد شيمشك        | 6 يوليو 2011   | 29 أغسطس 2014  |
| وزير التربية الوطنية                    | عمر دينجر         | 6 يوليو 2011   | 24 يناير 2013  |
| وزير التربية الوطنية                    | نبي افجي          | 24 يناير 2013  | 29 أغسطس 2014  |
| وزير الدفاع الوطني                      | عصمت يلماز        | 6 يوليو 2011   | 29 أغسطس 2014  |
| وزير الغابات والمياه                    | فيصل إيروغلو      | 6 يوليو 2011   | 29 أغسطس 2014  |
| وزير الصحة                              | رجب أكداغ         | 6 يوليو 2011   | 24 يناير 2013  |
| وزير الصحة                              | محمد مؤذن أوغلو   | 24 يناير 2013  | 29 أغسطس 2014  |
| وزير النقل والشؤون البحرية والاتصالات   | بن علي يلدرم      | 6 يوليو 2011   | 25 ديسمبر 2013 |
| وزير النقل والشؤون البحرية والاتصالات   | لطفي إلفان        | 25 ديسمبر 2013 | 29 أغسطس 2014  |